# Imma triardis
Imma triardis är en fjärilsart som beskrevs av Edward Meyrick 1906. Imma triardis ingår i släktet Imma och familjen Immidae. Inga underarter finns listade i Catalogue of Life.